# Simon Allaire
Simon Allaire, né le 3 mars 1977 à Sorel-Tracy, est un gestionnaire et homme politique québécois, élu député de Maskinongé à l'Assemblée nationale du Québec sous la bannière du Coalition avenir Québec lors des élections générales du 1er octobre 2018.

## Biographie
Né le 3 mars 1977 à Sorel-Tracy, Simon Allaire est père de deux enfants.

### Études
Il est diplômé de l’Université du Québec à Trois-Rivières (UQTR) en économie. Il complète également un microprogramme en développement local de l’Université de Sherbrooke.

### Carrière professionnelle
Il est directeur général du Centre local de développement (CLD) de la MRC de Maskinongé de 2012 à 2015. Par la suite, il devient directeur principal du développement des affaires chez Desjardins Entreprises. Il assume également un mandat de trois ans comme vice-président de la Chambre de commerce de la MRC de Maskinongé.

### Carrière politique
Le 3 août 2018, il fait l'annonce officielle de sa candidature pour la Coalition avenir Québec (CAQ) dans la circonscription de Maskinongé. Il entend se battre pour une taxe scolaire plus juste, le maintien et l'accessibilité des services de santé, et un service d’internet haute vitesse. Le 12 septembre, les médias dévoilent que le candidat détient 16 infractions au Code de la sécurité routière au cours des 14 dernières années. Cela ne l'empêche pas de remporter l'élection avec plus de 4 500 votes sur son plus proche rival, le député libéral sortant, Marc H. Plante.
Simon Allaire est réélu lors des élections du 3 octobre 2022. Après avoir été adjoint parlementaire de la ministre responsable de l'administration gouvernementale et présidente du Conseil du trésor (volets marchés publics et ordres professionnels) de 2022 à 2024, il est nommé président de la Commission de l'emploi et du travail en 2024.
Depuis son élection, il met de l'avant des initiatives telles que :
- l'amélioration de la couverture cellulaire avec l'installation de quatre nouveaux sites dans plusieurs municipalités[9] ;
- l'appui à la création d'une aire protégée de 127 km2 à Saint-Mathieu-du-Parc[10] ;
- la bonification d'un fonds d'aide et négociations pour une solution durable pour les victimes de la pyrrhotite[11] ;
- la contribution à l'adoption du projet de loi 66 sur le suivi des personnes non criminellement responsables pour troubles mentaux[12].

## Résultats électoraux
|                                                                                               | Nom                          | Parti                 | Nombre de voix | %      | Maj.   |
| --------------------------------------------------------------------------------------------- | ---------------------------- | --------------------- | -------------- | ------ | ------ |
|                                                                                               | Simon Allaire (sortant)      | Coalition avenir      | 17 096         | 53,5 % | 11 965 |
|                                                                                               | Serge Noël                   | Conservateur          | 5 131          | 16,1 % | -      |
|                                                                                               | Dominique Gélinas            | Parti québécois       | 4 519          | 14,1 % | -      |
|                                                                                               | Simon Piotte                 | Québec solidaire      | 3 162          | 9,9 %  | -      |
|                                                                                               | Alexandra Malenfant-Veilleux | Libéral               | 1 619          | 5,1 %  | -      |
|                                                                                               | Daniel Simon                 | Vert                  | 227            | 0,7 %  | -      |
|                                                                                               | Françoise Boisvert           | L'union fait la force | 90             | 0,3 %  | -      |
|                                                                                               | Alain Bélanger               | Indépendant           | 69             | 0,2 %  | -      |
|                                                                                               | Gilles Brodeur               | Parti 51              | 40             | 0,1 %  | -      |
| Total                                                                                         | Total                        | Total                 | 31 953         | 100 %  |        |
| Le taux de participation lors de l'élection était de 70,6 % et 491 bulletins ont été rejetés. |                              |                       |                |        |        |

|                                                                                               | Nom                       | Parti               | Nombre de voix | %      | Maj.  |
| --------------------------------------------------------------------------------------------- | ------------------------- | ------------------- | -------------- | ------ | ----- |
|                                                                                               | Simon Allaire             | Coalition avenir    | 13 199         | 42,4 % | 4 517 |
|                                                                                               | Marc H. Plante (sortant)  | Libéral             | 8 682          | 27,9 % | -     |
|                                                                                               | Nicole Morin              | Parti québécois     | 3 987          | 12,8 % | -     |
|                                                                                               | Simon Piotte              | Québec solidaire    | 3 764          | 12,1 % | -     |
|                                                                                               | Amélie St-Yves            | Vert                | 609            | 2 %    | -     |
|                                                                                               | Maxime Rousseau           | Conservateur        | 463            | 1,5 %  | -     |
|                                                                                               | Alain Bélanger            | Citoyens au pouvoir | 206            | 0,7 %  | -     |
|                                                                                               | Jonathan Beaulieu Richard | Indépendant         | 204            | 0,7 %  | -     |
| Total                                                                                         | Total                     | Total               | 31 114         | 100 %  |       |
| Le taux de participation lors de l'élection était de 71,6 % et 553 bulletins ont été rejetés. |                           |                     |                |        |       |